# برگ‌سازی

مقطع ۲-بعدی از برگ‌سازی ریب

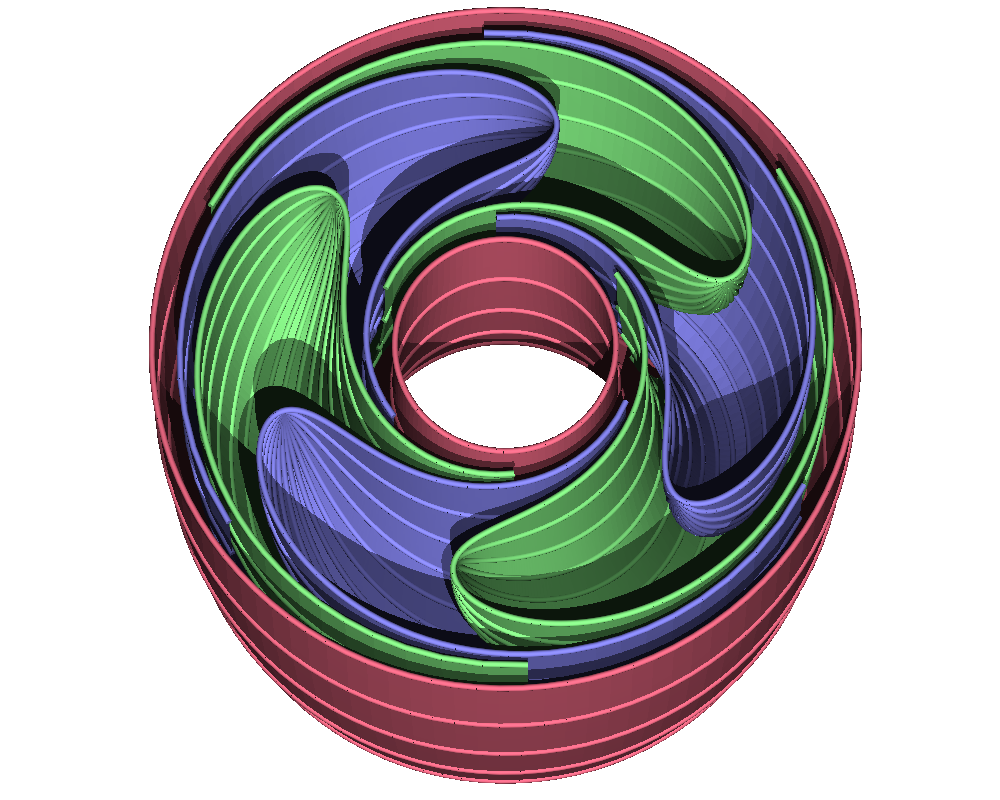
مدل ۳-بعدی از برگ‌سازی ریب

در شاخه هندسه دیفرانسیل از ریاضیات، برگ‌سازی (به انگلیسی: Foliation)، نوعی رابطه هم‌ارزی روی یک n-منیفلد است. در رابطه هم‌ارزی مذکور، هر رده هم‌ارزی برابر زیرمنیفلدهای همبندی است که به‌طور یک-به-یک ایمرس شده و همگی دارای بعدی برابر با p می‌باشند. منیفلدهای مذکور روی تجزیه فضای مختصات حقیقی {\displaystyle \mathbb {R} ^{n}} به هم‌دسته‌های {\displaystyle x+\mathbb {R} ^{p}} که در {\displaystyle \mathbb {R} ^{p}} به صورت استاندارد نشانده شده‌اند، مدل‌سازی می‌شوند. این رده‌های هم‌ارزی را برگ‌های این برگ‌سازی می‌گویند. اگر منیفلد مورد نظر و/یا زیرمنیفلدهای آن ملزم به داشتن خواصی چون قطعه-به-قطعه خطی بودن، دیفرانسیل‌پذیری (از رده {\displaystyle C^{r}}) یا ساختاری تحلیلی شوند، آنگاه می‌توان به ترتیب برگ‌سازی‌های قطعه-به-قطعه خطی، دیفرانسیل‌پذیر یا تحلیلی ایجاد نمود. در مهم‌ترین حالت، برگ‌سازی از رده {\displaystyle C^{r}} را به صورت {\displaystyle r\geq 1} در نظر می‌گیرند (چرا که حالت {\displaystyle C^{0}}، برگ‌سازی توپولوژیکی است). عدد p (بعد برگ‌ها) را بعد برگ‌سازی نامیده و {\displaystyle q=n-p} را هم‌بعد آن گویند.
در برخی مقالاتی که ریاضی-فیزیک‌دانان در مورد نسبیت عام نگاشته‌اند، اصطلاح برگ‌سازی (یا قاچ زدن، slicing) را جهت توصیف شرایطی به کار می‌برند که منیفلد لورنتزی مد نظر (فضا-زمان (p+1)-بعدی)، به ابر رویه‌های p بعدی تجزیه شده باشد، به گونه‌ای که می‌توان آن را به صورت مجوعه‌های سطحی (level sets) از یک تابع هموار حقیقی-مقداری (میدان نرده‌ای) در نظر گرفت که گرادیانش همه جا ناصفر است؛ همچنین اغلب این تابع هموار را تابع زمانی در نظر می‌گیرند، یعنی گرادیان آن زمان-گونه است، چنان‌که مجموعه‌های سطحی‌اش همگی ابررویه‌هایی فضا-گونه اند. در تمایز با واژه‌شناسی استاندارد ریاضیاتی، این ابررویه‌ها را اغلب برگ‌های (یا قاچ‌های) برگ‌سازی گویند. توجه کنید که با وجود این که این شرایط از نظر ریاضیاتی موجب ایجاد برگ‌سازی با هم-بعد ۱ می‌شود، اما مثال‌های این نوع برگ‌سازی در عمل از نظر سرتاسری بدیهی اند؛ در حالی که برگ‌های برگ‌سازیی با هم-بعد ۱ همیشه به‌طور موضعی، مجموعه‌های سطحی از یک تابع اند، این برگ‌سازی‌ها را عموماً نمی‌توان در حالت سرتاسری به این صورت بیان نمود، چرا که ممکن است یک برگ از چارت (یا کارت) بدیهی‌ساز موضعی بی‌نهایت بار عبور کند و همچنین ممکن است هولونومی حول یک برگ، وجود توابعی که به‌طور سرتاسری برای برگ‌ها سازگار اند را نیز مانع شود. به عنوان مثال، درحالی که ۳-کره دارای برگ‌سازی معروفی با هم-بعد ۱ است که توسط Reeb کشف شد، برگ‌سازی با هم-بعد ۱ از منیفلد بسته دلخواه را نمی‌توان مجهز به مجموعه‌های سطحی یک تابع هموار نمود، چرا که تابع هموار دلخواه روی یک منیفلد بسته لزوماً دارای نقاط بحرانی در ماکسیمم‌ها و مینیمم‌هایش می‌باشد.

## ارجاعات
1. ↑  (Candel و Conlon 2000، ص. 5)
2. ↑  (Anosov 2001)
3. ↑  (Gourgoulhon 2012، ص. 56)
4. ↑  Reeb, G. (1959). "Remarques sur les structures feuilletées" (PDF). Bull. Soc. Math. France. 87: 445–450. doi:10.24033/bsmf.1539. Zbl 0122.41603.
5. ↑  (Lawson 1974)